# Света Параскева (Мосхохори)
„Света Параскева“ (на гръцки: Αγία Παρασκευή Μοσχοχωρίου) е православна църква край южномакедонското градче Сервия (Серфидже), Егейска Македония, Гърция, част от Сервийската и Кожанска епархия.

## Описание
Църквата е построена в 1812 година над бившето село Мосхохори, където според легендата жителите на село Чернища намерили икона на света Петка в една пещера.